# Triodontella mimula
Triodontella mimula är en skalbaggsart som beskrevs av Leo och Luca Fancello 2007. Triodontella mimula ingår i släktet Triodontella och familjen Melolonthidae. Inga underarter finns listade i Catalogue of Life.